# Bryocamptus laccophilus
Bryocamptus laccophilus är en kräftdjursart som först beskrevs av Kessler.  Bryocamptus laccophilus ingår i släktet Bryocamptus och familjen Canthocamptidae. Inga underarter finns listade i Catalogue of Life.